# Sam Coppola
Sam Coppola (31. juli 1932 i Jersey City i New Jersey – 5. februar 2012) var en amerikansk skuespiller. Coppola, som i øvrigt ikke var i familie med den kendte filminstruktør Francis Ford Coppola, har optrådt i næsten 70 spillefilm siden 1968, men huskes nok bedst for sin rolle som Dan Fusco, ejeren af den isenkramhandel hvor Tony Manero (John Travolta) arbejdede i Saturday Night Fever fra 1977. Coppola spillede også politibetjent i Serpico fra 1973, med Al Pacino i hovedrollen, og detektiv i Fatal Attraction fra 1987, med Michael Douglas og Glenn Close i hovedrollerne.